# Tibor Csernai
Tibor Csernai (Pilis, 3 dicembre 1938 – Tatabánya, 11 settembre 2012) è stato un calciatore ungherese, di ruolo attaccante
Il 15 ottobre 1964 segna 4 gol alla Jugoslavia nel torneo olimpico di Tokyo 1964, nella storica partita vinta 6-5 dalla sua nazionale..

## Carriera

### Club
Ha sempre giocato nel campionato ungherese.

### Nazionale
Ha vinto l'oro olimpico nel 1964.